# Earl (titre)
Pour les articles homonymes, voir Earl.

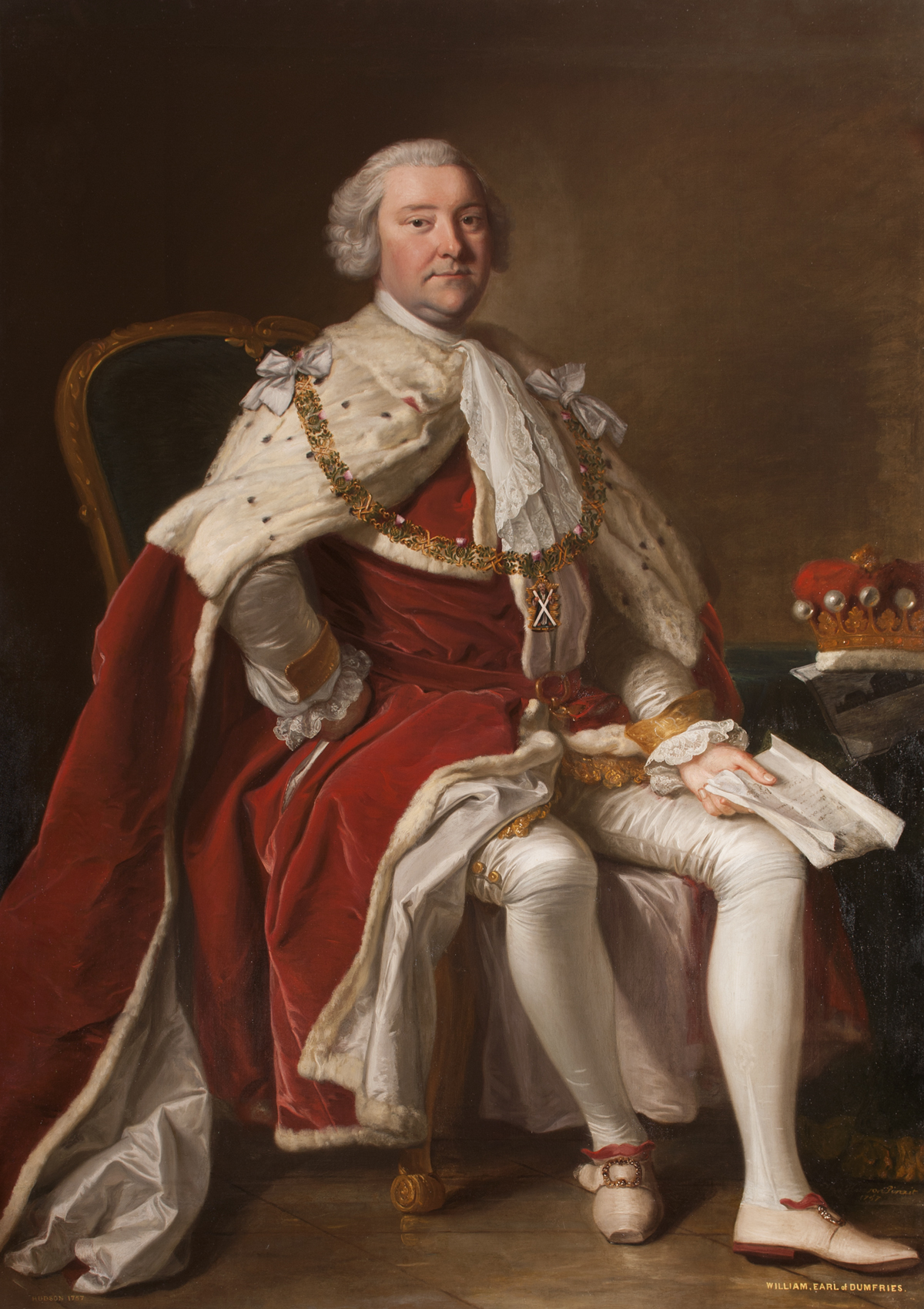
William Crichton-Dalrymple (1699–1768), Earl of Dumfries, Earl of Stair, KT (5e comte de Dumfries, 4e comte de Stair).

Earl (prononcé en anglais britannique : /ɜːrl/) est un titre nobiliaire adopté au Royaume-Uni depuis la conquête du roi danois Knut au XIe siècle, dérivé du jarl scandinave et équivalent au titre français de comte : dans la hiérarchie des titres de la noblesse anglaise, il vient après celui de marquis (dénommé marquess), et est supérieur à celui de vicomte (viscount). Ce titre désignait d'abord les gouverneurs de shires ou comtés. Le titre fut aussi adopté en Écosse, remplaçant l'ancien titre de mormaer.
Au XIXe siècle, ce titre est purement honorifique et n'implique aucune fonction. De nos jours, les earls sont membres de la pairie du Royaume-Uni. Il n'y a pas d'équivalent féminin ; les femmes sont titrées countess (« comtesse »).